# Герчик, Михаил Наумович
Михаил Наумович (Моисей Беньяминович) Герчик (7 июня 1932, Бобруйск — 3 июня 2008, Минск) — русский и белорусский советский писатель и поэт. Член Союза писателей СССР (1958).

## Биография
Окончил 15-ю среднюю школу в Бобруйске. Его отец погиб в 1942 году при обороне Москвы. В 5-м классе издал первые стихи в газете «Зорька». В 1953 году окончил педагогическое училище в Минске и в 1958 году — журналистский факультет БГУ. Работал в редакции белорусских газет, таких как «Зорька» и на радио. В 1954 году написал свою первую повесть «Лети, Икар!», первую и последнюю повесть в фантастическом жанре. Автор сценария к фильмам «Научись танцевать» и «Наследник». Сценарий к фильму «Наследник» занял на республиканском конкурсе 2-е место. Всего написал более 15 книг. Награждён грамотой Верховного Совета Белоруссии..

## Сочинения
- Лети, Икар! Минск, 1959
- Ветер рвет паутину. Минск, 1963
- Портрет Фиделя. Минск, 1964
- Повесть о золотой рыбке. Минск, 1968
- Отдаешь навсегда. М., 1970
- Солнечный круг. Минск, 1970
- Обретение надежды. Минск, 1976
- Ветка зелёного дерева. Минск, 1977
- Самое синее небо. Минск, 1982
- Избранные произведения. Минск, 1992

## Киносценарии
- 1985 — Научись танцевать (режиссёр режиссёр Л. В. Мартынюк, «Беларусьфильм»)